# Gourmand World Cookbook Award

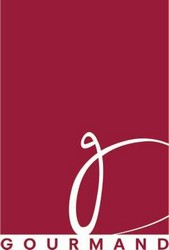
Logo

Der Gourmand World Cookbook Award ist ein Preis, der die besten Koch- und Getränkebücher der Welt in unterschiedlichen Kategorien auszeichnet. Gegründet wurde er von Edouard Cointreau im Jahr 1995 als „World Cookbook Awards“. Im Jahr 2001 erfolgte die Umbenennung in die jetzige Form. Die Preisverleihung erfolgte an verschiedenen Orten, u. a. in London, Peking, Kuala Lumpur und dem schwedischen Grythyttan. Seit 2009 findet sie in Paris statt, erst im Palais Royal, dann im Folies Bergère. Insgesamt werden Preise in mehr als 40 Kategorien für Kochbücher und 18 für Getränkebücher vergeben (Stand 2008).
Die Zielsetzung des Preis ist die „gute Küche“ aller Nationen, Völkerverständigung zu fördern und somit auch ein größeres Bewusstsein für gutes, vielfältiges und gesundes Essen und Trinken weltweit zu erreichen. 
Im Jahr 2009 wurden über 8000 Bücher aus 136 Ländern eingereicht. Diese mussten sich zuerst in nationalen Wettbewerben qualifizieren. Die Einteilung der Bücher in die Auszeichnungskategorien übernimmt eine internationale Jury, die aus vier bis fünf Mitgliedern besteht.
Der vorerst letzte GWCA fand am 27./28. November 2023 in Riad, Saudi-Arabien statt. Verena Falkner hat den „Best in the World“ Gourmand Cookbook Award in der Kategorie ‘Cooking Economy’ erhalten.

## Bekannte Preisträger
- Ivo Adam
- Heiko Antoniewicz
- Knut Bergmann
- Paul Bocuse
- Ralf Bos
- Franz Brandl
- Chakall
- Jürgen Dollase
- Tanja Eichhorn
- Rose Elliot
- David Geisser
- Florian Harms
- Steffen Henssler
- Patrik Jaros
- Roman Kempf
- Knesebeck Verlag
- Evert Kornmayer
- Harumi Kurihara
- Rudolf Lantschbauer
- Léa Linster
- Guy Martin
- Matthaes Verlag
- Robert Mondavi
- Neunerhaus
- Olaf Plotke
- Christoph Wagner
- Lojze Wieser[2][3]
- Verlagshaus Jacoby & Stuart